# Zeitungsholding Hessen
Die Zeitungsholding Hessen (ZHH) ist eine Verlagsgruppe mit Sitz im nordhessischen Kassel. Sie verlegt unter anderem die Tageszeitungen Frankfurter Rundschau, Gießener Allgemeine Zeitung und Hessische/Niedersächsische Allgemeine.
Eigentümer der Verlagsgruppe sind der zur Ippen-Gruppe gehörende Zeitungsverlag F. Wolff & Sohn mit 80 Prozent und die Mittelhessische Druck- und Verlagsgesellschaft mit 20 Prozent. Das Unternehmen beschäftigt rund 870 Mitarbeiter in Redaktion und Druck, sowie über 1.500 Zeitungszusteller. Es werden täglich rund 250.000 Zeitungen gedruckt.
Im Februar 2018 wurde bekannt, dass die Zeitungsholding Hessen die Frankfurter Rundschau und Frankfurter Neue Presse von der Fazit-Stiftung übernehmen möchte. Das Kartellamt genehmigte den Kauf am 5. März 2018. Neben den Tageszeitungen verkauft die Fazit-Stiftung alle Unternehmen, die einst zur Frankfurter Societät gehörten, darunter das Anzeigenblatt Mix am Mittwoch, die Vermarktungsgesellschaft RheinMain.Media, die Digitalagentur Rhein-Main.Net und die Societäts-Druckerei.
Der Besitzwechsel wurde zu Anfang April 2018 vollzogen. An der Frankfurter Rundschau bleibt die Karl-Gerold-Stiftung mit zehn Prozent weiterhin Minderheitsgesellschafter.

## Zeitungstitel
Folgende Zeitungstitel werden von der Zeitungsholding Hessen herausgegeben:
- Verlag Dierichs GmbH & Co. KG[8]
  - Hessische/Niedersächsische Allgemeine
  - Frankenberger Allgemeine
  - Fritzlar-Homberger Allgemeine
  - Hessische Allgemeine
  - Hofgeismarer Allgemeine
  - Melsunger Allgemeine
  - Mündener Allgemeine
  - Northeimer Neueste Nachrichten
  - Rotenburg-Bebraer Allgemeine
  - Schwälmer Allgemeine
  - Sollinger Allgemeine
  - Witzenhäuser Allgemeine
  - Wolfhager Allgemeine
- Mittelhessische Druck- und Verlagshaus GmbH & Co KG[9]
  - Gießener Allgemeine Zeitung
  - Gießener Anzeiger
  - Alsfelder Allgemeine
  - Wetterauer Zeitung
  - Kreis-Anzeiger
  - Usinger Anzeiger
- Mediengruppe Frankfurt[7]
  - Frankfurter Rundschau
  - Frankfurter Neue Presse[10]
    - Höchster Kreisblatt
    - Taunus-Zeitung
    - Nassauische Neue Presse
    - Rüsselsheimer Echo